# 法瑞尔·威廉姆斯
法瑞尔·蘭西洛·威廉姆斯（英語：Pharrell Lanscilo Williams，1973年4月5日—），是美国歌手、詞曲作家、唱片製作人以及时装设计师。威廉姆斯和查德·雨果组成了唱片制作双人组“海王星”（The Neptunes），制作灵魂乐、嘻哈音乐以及节奏布鲁斯。他也是摇滚、放克、嘻哈乐团N.E.R.D的领唱及鼓手，乐队成员还有雨果以及幼时好友谢·海利。他在2003年发布了自己的首支单曲《Frontin'》，在2006年发布首张专辑《In My Mind》。他的第二張專輯《G I R L》在2014年3月3日發行。
在海王星樂團時期，威廉姆斯曾替多位歌手製作了暢銷歌曲。威廉姆斯共获得过4座格莱美奖，其中兩座為海王星樂團時期所獲得。威廉姆斯目前擁有一個經營娛樂、音樂、時裝和藝術的媒體公司，名為「i am OTHER」。他还是服装品牌Billionaire Boys Club以及Ice Cream Clothing的联合创始人。

## 生平

### 早年（1973年-1991年）
菲瑞·威廉斯在1973年4月5日出生於維吉尼亞州維吉尼亞海灘，是家中三個孩子中最年長的，母親卡洛琳（Carolyn）是一名老師，而父親法拉洛·威廉斯（Pharaoh Williams）則是一名工匠。他七年級參加的夏令營中遇見查德·雨果，當時威廉斯彈奏鍵盤樂器和敲打爵士鼓，而雨果則吹奏次中音薩克斯風。兩人也曾是儀樂隊的一員，樂隊中威廉斯負責打擊小鼓，而雨果則是學生樂隊指揮。威廉斯曾就讀安妮公主高中（Princess Anne High School），並加入了學校的樂團，並開始被同學稱為「Skateboard P」。雨果則進入坎普威爾高中（Kempsville High School）就讀。
1990年代時，雨果、威廉斯和友人歇·海利與麥克·伊瑟瑞吉（Mike Etheridge）合組了「節奏藍調風格」團體「海王星」（The Neptunes）。他們在參加高中才藝競賽時被製作人泰迪·萊利發掘，萊利的錄音室就為位於安妮公主高中旁。自高中畢業後，「海王星」正式與萊利簽約。

### 職業生涯

#### 1992年－2004年：踏入音樂圈
在與萊利合作的期間內，威廉斯製作了Wreckx-N-Effect在1992年的暢銷單曲〈Rump Shaker〉，並負責其中一小段的編寫。同一年他也在SWV的第二首暢銷單曲〈Right Here (UK Remix)〉中負責一小段饒舌演出。1994年，雨果和威廉斯以「海王星」為名成為了一個歌曲製作雙人組，並製作了Blackstreet同名專輯中的〈Tonight's The Night〉一曲。在接下來的三年間，兩人持續的偶爾為其他歌手或樂團進行製作，其中部分作品也影響了日後「海王星」自己的音樂風格，包括Mase在1997年的單曲〈Look at Me〉。其中N.O.R.E的1998年單曲〈Superthug〉被認為奠定了「海王星」日後風格的基礎，該曲登上了告示牌百强单曲榜第36名，且讓兩人首次受到關注。在1999年，一位友人引薦兩人認識創作歌手凱莉斯，隨後兩人便製作了凱莉斯的首張專輯《Kaleidoscope》。他們在2002年參與製作賈斯汀·提姆布萊克的首張專輯《Justified》，包括當時熱門歌曲「Rock Your Body」。

#### 2005-2009年
海王星製作了Gwen Stefani的單曲“ Hollaback Girl ”，該單曲在 2005 年 4 月 2 日發行的公告牌百強單曲榜上排名第82 位，並在發行後六週內登上排行榜冠軍。2006年，威廉斯發行了首張個人錄音室專輯《In My Mind》。[ 35 ]它首次亮相就在美國Billboard 200排行榜上排名第三。還有Clipse 的第二張專輯《Hell Hath No Fury》。他們為 Stefani 的第二張專輯The Sweet Escape (2006) 製作了幾首歌曲，其中包括由威廉斯主演的宣傳單曲“ Yummy ”。2006年12月，威廉斯被宣布成為2007年7月1日在倫敦溫布利體育場舉行的戴安娜王妃音樂會的表演者。
威廉斯與麥當娜合作製作了她的第十一張錄音室專輯《Hard Candy》（2008 年）。2008年6月，《NME》的一篇文章透露，威廉斯有興趣製作美國搖滾樂團The Strokes的下一張專輯。同年晚些時候，威廉斯為Maroon 5製作了一張混音專輯，名為《Call and Response: The Remix Album》。NERD於2008年發行了他們的第三張錄音室專輯《Seeing Sounds》 。
威廉斯與夏奇拉合作創作了她的第六張錄音室專輯《She Wolf》 （2009 年）中的歌曲《Did It Again》、《Why Wait》、《Good Stuff》和《Long Time》。接下來的一個月，威廉斯客串了法國歌手Uffie於2010年初發行的首張專輯。許多歌曲。[ 47 ]

#### 2010-現在：《神偷奶爸》、《神偷奶爸 2》及傻瓜朋克
2010年，威廉斯與作曲家漢斯·齊默和海托·佩雷拉一起為動畫電影《神偷奶爸》配樂。2010年，NERD透過Star Trak發行了他們的第四張錄音室專輯《Nothing》。2011年底，威廉斯為麥克波斯納的第二張專輯《Sky High》製作了三首曲目。2012年，威廉斯與漢斯齊默一起為第84屆奧斯卡金像獎創作並製作了音樂。
威廉斯在 2014 年科切拉谷音樂藝術節上表演
2013年，威廉斯與傻瓜朋克及尼爾·羅傑斯創作了迪斯可-放克歌曲Get Lucky和Lose Yourself to Dance，令威廉斯的名氣有了極大的提升。這兩首歌曲均收錄在Daft Punk的第四張錄音室專輯《Random Access Memories 》中。《Get Lucky》在英國單曲榜上排名第一，在美國Billboard 200排行榜上排名第二。
2013年，威廉斯與Azealia Banks合作歌曲《ATM Jam》。[ 55 ]這首歌最初是為班克斯的首張錄音室專輯《Broke with Expensey Taste》（2014）準備的，但後來在班克斯指責威廉斯導致這首歌的商業表現不佳後，從專輯中刪除了這首歌。威廉斯為電影《卑鄙的我 2》（2013 年）創作了三首新的原創歌曲，其中包括作曲家Heitor Pereira的配樂。 這些是「Just a Cloud Away」、「Happy」和「Scream」（由CeeLo Green主演）。他在第一部電影中創作的兩首原創歌曲《神偷奶爸》和《Fun, Fun, Fun》也在《神偷奶爸 2》原聲帶中重唱。他也參加了漢斯‧齊默 (Hans Zimmer) 的《超人：鋼鐵之軀》原聲帶的鼓手會議。2013年3月，由威廉斯創作的羅賓·錫克的單曲《Blurred Lines》發行。
2013 年 8 月，布斯塔·萊姆斯 (Busta Rhymes)談到了威廉斯未發行的一張“紀錄片專輯”，其中他談到了“城市內部的衝突和苦難”。2013年11月，威廉斯發布了首部24小時音樂錄影帶《Happy》；客串嘉賓包括“魔術師”約翰遜、史蒂夫·卡瑞爾、吉米·坎摩爾、Odd Future等。2013年11月1日，威廉斯與福音合唱團在南卡羅來納州查爾斯頓的伊曼紐爾非洲衛理公會教堂演出，2015年6月17日，9名黑人教區居民被槍殺。
2013 年 12 月，威廉斯宣布獲得七項葛萊美獎提名，包括年度製作人。同月，威廉斯與哥倫比亞唱片公司簽約，並宣布將於 2014 年發行一張專輯，其中收錄有《Happy》。威廉斯以《快樂》獲得奧斯卡最佳原創歌曲獎提名。2014年2月，Major Lazer宣布他們將於當月25日發行一張名為Apocalypse Soon的五首EP 。這張 EP 透過Mad Decent和Secretly Canadian發行，其中包括 Williams 和Sean Paul等人。EP 中的第一首單曲由 Williams 主演，名為「Aerosol Can」。Williams 為Future 2014 年 2 月的單曲“ Move That Dope ”貢獻了一首歌詞，該單曲還由Pusha T和 Casino 參與製作，由Mike Will Made It製作。
2014年2月18日，威廉斯透過Twitter宣布他的第二張專輯《Gir》將於2014年3月3日發行。 2014年3月2日第86屆奧斯卡頒獎典禮上，威廉斯的歌曲《Happy》輸給了《冰雪奇緣》的《 Let It Go》。隨後，當《GQ》雜誌問威廉斯「有多想」獲得奧斯卡獎時，他回答道：「當他們看到結果時，我的臉…僵住了。但後來我想了想，我決定…… 。同年的奧斯卡頒獎典禮上，他穿著一套有爭議的服裝，包括燕尾服和短褲。2014年5月，威廉斯在iHeartRadio音樂獎上獲得創新者獎。
2024年8月，威廉斯表示會與樂高和摩根·內維爾合作，推出他的樂高自傳電影《Piece by Piece》。

## 音樂風格
威廉斯曾表示自己並無受到任何人的直接影響，但提到了數位他尊敬欣賞的音樂人，包括麥可·傑克遜、J Dilla、史提維·汪達、马文·盖伊、Rakim和Q堤。威廉斯也解釋道探索一族的1990年專輯《People's Instinctive Travels and the Paths of Rhythm》是他人生中的「轉捩點」，並讓它「看見音樂是一種藝術」。

## 其他
- 造物主泰勒

## 音乐作品
- 《In My Mind》（2006年）
- 《G I R L》（2014年）
- 《Happy 》(2013年)

## 获奖及提名
安妮奖
| 年份 | 獲提名                        | 獎項         | 結果 |
| ---- | ----------------------------- | ------------ | ---- |
| 2013 | 神偷奶爸2（与Heitor Pereira） | 最佳电影配乐 | 提名 |

黑人娱乐电视嘻哈奖
| 年份 | 獲提名 | 獎項       | 結果 |
| ---- | ------ | ---------- | ---- |
| 2013 | 本人   | 年度制作人 | 待定 |

ECHO奖
| 年份 | 獲提名     | 獎項                             | 結果 |
| ---- | ---------- | -------------------------------- | ---- |
| 2007 | In My Mind | 年度国际嘻哈/节奏布鲁斯艺人/组合 | 提名 |

格莱美奖
| 年份 | 獲提名                                  | 獎項                     | 結果 |
| ---- | --------------------------------------- | ------------------------ | ---- |
| 2003 | Nellyville （作为制作人）               | 年度专辑                 | 提名 |
| 2004 | Justified（作为制作人）                 | 年度专辑                 | 提名 |
| 2004 | Frontin'（与Jay-Z）                     | 最佳饶舌/演唱合作        | 提名 |
| 2004 | Beautiful（与史努比狗狗、查理·威尔逊）  | 最佳饶舌/演唱合作        | 提名 |
| 2004 | Beautiful（与史努比狗狗、查理·威尔逊）  | 最佳饶舌歌曲             | 提名 |
| 2004 | Excuse Me Miss（与Jay-Z）               | 最佳饶舌歌曲             | 提名 |
| 2004 | The Neptunes                            | 年度制作人               | 獲獎 |
| 2005 | Drop It Like It's Hot（与史努比狗狗）   | 最佳饶舌表演，双人或多人 | 提名 |
| 2005 | Drop It Like It's Hot（与史努比狗狗）   | 最佳说唱曲目             | 提名 |
| 2006 | Love. Angel. Music. Baby.（作为制作人） | 年度专辑                 | 提名 |
| 2006 | The Emancipation of Mimi（作为制作人）  | 年度专辑                 | 提名 |
| 2006 | The Neptunes                            | 年度制作人               | 提名 |
| 2006 | Hollaback Girl（作为制作人）            | 年度唱片                 | 提名 |
| 2007 | In My Mind                              | 最佳说唱专辑             | 提名 |
| 2007 | Money Maker（与路达克里斯）             | 最佳说唱歌曲             | 獲獎 |
| 2013 | Channel Orange（作为制作人）            | 年度专辑                 | 提名 |
| 2014 | "Blurred Lines" （与羅賓·西克 & T.I.）  | 年度製作                 | 提名 |
| 2014 | "Blurred Lines" （与羅賓·西克 & T.I.）  | 最佳流行組合/團體        | 提名 |
| 2014 | "Get Lucky" （与Daft Punk）             | 年度製作                 | 獲獎 |
| 2014 | "Get Lucky" （与Daft Punk）             | 最佳流行組合/團體        | 獲獎 |
| 2014 | 本人                                    | 年度制作人               | 獲獎 |
| 2015 | Happy                                   | 最佳流行獨唱歌手         | 獲獎 |
| 2015 | G I R L                                 | 最佳當代都市樂專輯       | 獲獎 |

MOBO 奖
| 年份 | 獲提名 | 獎項           | 結果 |
| ---- | ------ | -------------- | ---- |
| 2007 | 本人   | 最佳国际男歌手 | 提名 |

MTV歐洲音樂大獎
| 年份 | 獲提名 | 獎項           | 結果 |
| ---- | ------ | -------------- | ---- |
| 2006 | 本人   | 最佳男歌手     | 提名 |
| 2006 | 本人   | 最佳节奏布鲁斯 | 提名 |

MTV音乐录影带大奖
| 年份 | 獲提名                                 | 獎項           | 結果 |
| ---- | -------------------------------------- | -------------- | ---- |
| 2013 | "Blurred Lines" （与羅賓·西克 & T.I.） | 最佳合作曲目   | 提名 |
| 2013 | "Blurred Lines" （与羅賓·西克 & T.I.） | 最佳男性录影带 | 提名 |
| 2013 | "Blurred Lines" （与羅賓·西克 & T.I.） | 最佳夏季歌曲   | 提名 |
| 2013 | "Blurred Lines" （与羅賓·西克 & T.I.） | 年度录影带     | 提名 |